# L'eclisse della democrazia
L'eclisse della democrazia è un saggio scritto da Vittorio Agnoletto e Lorenzo Guadagnucci, pubblicato nel 2011.  In esso Vittorio Agnoletto, all'epoca portavoce del Genoa Social Forum, e Lorenzo Guadagnucci, giornalista che si trovava nella scuola Diaz al momento del sanguinoso blitz, ripercorrono le giornate del luglio 2001 e le vicende processuali che ne seguirono grazie al racconto di numerosi testimoni tra i quali quello del magistrato Enrico Zucca, Pubblico Ministero del processo per i fatti della Diaz.

## Lo spettacolo
È anche il titolo di uno spettacolo di parole e musica, ispirato al libro, scritto da Vittorio Agnoletto e dal compositore e clarinettista Marco Fusi. Lo spettacolo, rappresentato in numerose città italiane e al Parlamento Europeo di Bruxelles, è interpretato dallo stesso Agnoletto come voce recitante e dal Marco Fusi Ensemble.

## Edizioni
- Vittorio Agnoletto e Lorenzo Guadagnucci, L'eclisse della democrazia. Le verità nascoste sul G8 2001 a Genova, Feltrinelli, 2011, ISBN 9788807172106.